# José Roberto da Silva Júnior
José Roberto da Silva Júnior, més conegut com a Zé Roberto, (Ipiranga, 6 de juliol de 1974) és un exfutbolista brasiler, que jugava com a migcampista.

## Trajectòria

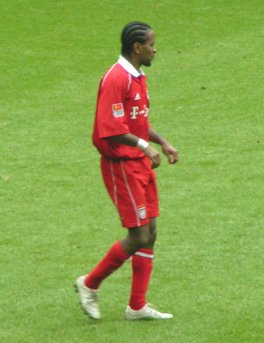
Zé Roberto al Bayern de Múnic el 2006.

Zé Roberto va debutar el 1994 en el club Portuguesa, on va estar fins a l'any 1997 quan va ser transferit al Reial Madrid, on va estar per un curt període, retornant al Brasil, a les files del Flamengo el 1998.
Eixe mateix any va ser transferit al Bayer Leverkusen, club en el qual va romandre fins al 2002 quan va passar a formar part del Bayern de Múnic, on va demostrar el seu talent com volant esquerrà. No obstant això, el 2006 va renunciar a l'equip i va criticar el seu estil de joc, assenyalant problemes si no es realitzaven canvis urgents en aquest. Zé Roberto va jugar des de juny de 2006 fins a fins de maig de 2007 en el Santos del Brasil, club amb el qual va aconseguir el Campionat Paulista d'eixe any.

## Títols
Reial Madrid
- 1 Lliga de Campions de la UEFA: 1997-98
- 1 Lliga Espanyola: 1996-97
- 1 Supercopa d'Espanya: 1997

Bayern de Múnic
- 4 Lligues alemanyes: 2002-03, 2004-05, 2005-06, 2007-08
- 4 Copes d'Alemanya: 2003, 2005, 2006, 2008
- 2 Copes de la Lliga d'Alemanya: 2004, 2007

Santos FC
- 1 Campionat Paulista: 2007

Al-Gharafa
- 1 Copa de l'Emir de Qatar: 2012

Palmeiras
- 1 Copa Brasilera: 2015
- 1 Campionat Brasiler: 2016

Selecció del Brasil
- 2 Copes Amèrica: 1997, 1999
- 2 Copes Confederacions de la FIFA: 1997, 2005
- 1 Lunar New Year Cup: 2005

## Selecció del Brasil
Zé Roberto ha estat 84 vegades internacional amb la selecció de futbol del Brasil, marcant fins a sis gols. Ha participat en els Mundials de França 98 i de Corea-Japó 02. En aquest últim, va marcar dos gols davant Ghana. Amb la selecció del seu país també ha guanyat la Copa Amèrica de 1997 i 1999 i la Copa Confederacions de 1997 i 2005.